# 파리 개조 사업
파리 개조 사업은 1853년부터 1870년까지 진행된 프랑스의 수도 파리를 재건설하였던 사업이다. 나폴레옹 3세가 오스만 남작을 파리시장으로 임명한후 대대적인 도시 정비 사업을 맡겼다. 당시 파리 시내는 중세의 유산으로 인해 좁고 구부러진 도로가 많았다. 이런 구조는 바리케이트를 쉽게 설치할 수 있어 시위 진압에 어려움이 있었고 도심은 비위생적이며 교통체증 현상이 극심했다. 정비사업을 통해 도로폭을 넓히고 직선화하였으며 상하수도망 재정비, 가스 가로등 설치, 대규모 녹지 조성 등을 통해 위생상태와 도심 생활환경을 크게 개선하였다.
도시정비사업의 가장 큰 목적은 폭동과 시위의 장소 자체를 제거하기 위해서 좁고 구불어진 골목을 넓고 직선화하여 시위자들이 바리케이트를 칠 수 없도록 하기 위함이었다. 당시 폭동은 바리케이트를 친후 통행을 막고 벌이는 일명 '바리케이트전'이 주류를 이루고 있었다. 도로폭을 넓히고 직선화 하여 시위발생을 초기에 인지하고 진압군이 신속하게 접근하여 조기진압을 하고자 했다. 이를 통해 소요와 폭동이 발생할 수 있는 잠재적인 요소를 원천적으로 제거하기 위함이었다. 나폴레옹 3세는 폭동을 조기에 신속히 진압하여 폭동이 혁명으로 번지는것을 막아야 자신의 정권을 유지할 수 있다고 판단했다. 제2제정은 부르봉 왕조보다 더한 절대권력을 행사했기 때문에 파리시내에서는 공화주의자들에 의한 폭동이 빈번했기 때문이다.

## 배경

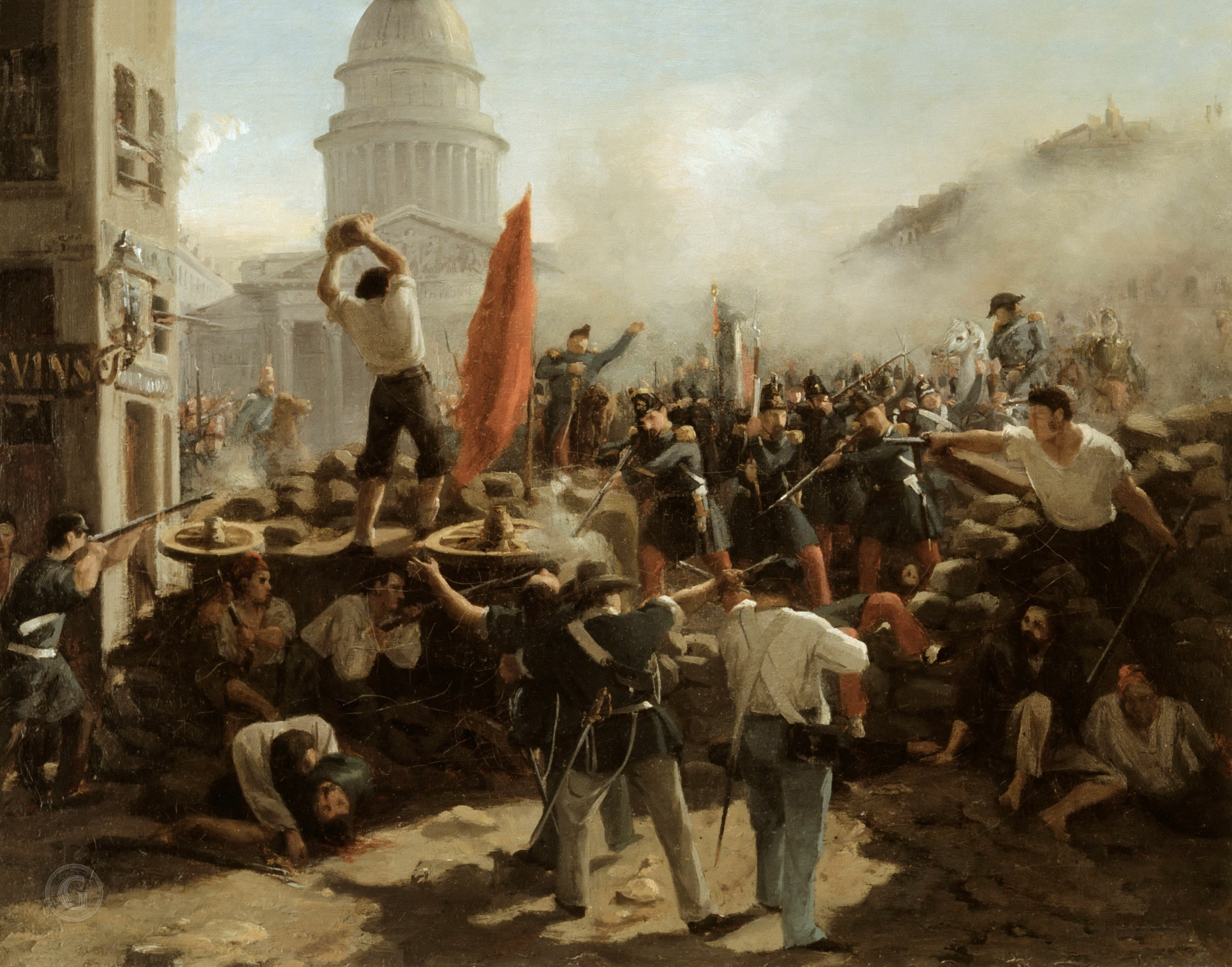
바리케이트를 이용한 폭동 (1848년 혁명)

19세기 중반의 파리는 중세 도시의 모습을 벗어나지 못하고 있었다. 좁은 길들이 미로같이 얽혀 있어서 파리 시민들은 만성적인 교통 체증에 시달렸고 루브르궁과 같은 역사적 건물들은 무질서하게 건축된 허름한 건물들에 포위되어 그 위용을 나타내지 못했다. 상수도와 하수도 체계의 부재와 녹지 부재는 생활 상의 불편이었을 뿐만 아니라 전염병 창궐과 같은 심각한 위생 문제를 야기했다.
또한 폭이 좁고 곡선화된 도로에 시위대가 쉽게 바리케이트를 치고 시위를 하였다. 바리케이드 설치를 어렵게하고 진압군이 시위대에 쉽게 접근하여 신속하게 진입을 할 수 있게 도로폭을 넓히고 직선화 추진이 필요했다. 나폴레옹 3세는 시위를 빠르게 초동진압하는 것이 자신의 권력유지에 큰 도움이 될것으로 판단했다. 여러모로 파리보다 현대적이었던 런던에서 젊은 시절을 보냈던 나폴레옹 3세는 예전부터 파리의 재건설을 생각해왔고 황제의 자리에 오르자마자 새로운 파리 건설에 착수했다. 그는 1853년 파리 시장에 오스만 남작을 임명하고 파리의 도시 구조 개혁을 명하였다.

## 성과
나폴레옹 3세의 기본 개혁 방안에 더해진 오스만의 구체적인 계획은 오늘날 우리가 알고 있는 파리의 바탕이 되었다. 오스만은 도시를 하나의 유기체로 보고 최초로 도시 전체를 체계적으로 건설했다. 오스만 이전의 유럽의 신도시 건설은 주로 군주의 영광을 드러내기 위한 아름다운 도시 건설에 치중하였으나, 오스만은 도시 기반 시설부터 도로 체계, 녹지 조성, 미관 관리, 도시 행정에 이르는 도시의 건설과 운영에 관련된 모든 것들을 간과하지 않고 중세 도시 파리와는 전혀 다른 근대화된 파리를 창조했다.
기차역과 주요 광장들을 직선으로 연결하는 대로가 만들어졌고 도로 주위에는 오스만 양식 건물이라고 불리는 새로운 형식의 건물들이 들어섰다. 파리 각지에 크고 작은 녹지가 조성되었고 주택과 함께 각종 공공 시설과 문화 시설이 세워졌다. 또한 상수도망과 하수도망의 건설은 파리 시민의 생활에 혁명적인 변화를 가지고 왔다. 그 밖에 노트르담 성당과 같은 기존의 역사적 건물의 대대적인 수리와 보수가 이루어졌고 오페라 갸르니에 같은 후대에까지 빛날 건물들이 세워졌다. 공들여 보수하고 새로 지은 주요 기념물들은 대로가 끝나는 부분에 위치하게끔 해서 최대한 사람들의 시야에 노출되게 배려하였다.

## 유산
오스만의 새로운 파리는 대성공을 거두었다. 파리 시민들은 과도한 공사 비용에 불만이 많았지만 파리를 방문한 많은 외국인들은 오스만의 파리에 찬사를 아끼지 않았고 파리의 도시 계획은 서구 세계 각지로 퍼져나갔다. 오스만의 파리 개조 사업이 놀라운 것은 19세기 중반에 건설된 도시가 한 세기가 훨씬 지난 오늘날까지도 큰 변화없이 훌륭히 도시 기능을 수행하고 있다는 것이다. 오늘날까지 유효한 19세기 도시 미학은 세계 각지에서 파리로 관광객들을 불러 모으고 있을 뿐 아니라 그 당시의 도시 설계는 파리가 유럽 최대의 도시 경제권(일-드-프랑스)의 중심 도시로 기능하기에도 손색이 없다.

## 같이 보기
- 나폴레옹 3세

- 파리시
- 오스만 남작